# Vrh nad Krašnjo
Vrh nad Krašnjo – wieś w Słowenii, w gminie Lukovica. W 2018 roku liczyła 51 mieszkańców.